# 休拉纳
休拉纳，是西班牙加泰罗尼亚赫罗纳省的一个市镇。总面积11平方公里，总人口167人（2001年），人口密度15人/平方公里。